# Покровский храм (Почапово)
Покро́вский храм — православный храм в честь Покрова Пресвятой Богородицы, построенный в деревне Почапово Барановичского района Брестской области. Памятник ретроспективно-русского стиля.

## История
Храм был возведён из бутового камня в 1867 году, к чему приложил свои усилия местный священник; правительство выделило 10 700 рублей на строительство, участие принимали и местные жители. При церкви в своё время действовали церковно-приходская школа и приписная кладбищенская церковь. По данным 1879 года, численность прихода храма составляла около трёх тысяч человек, только 8 % из них умели писать. Церкви принадлежало около 60 десятин земли, в том числе и 40 десятин пашни.
В 1943 году храм сожгли партизаны; усилиями приходского священника Георгия Сапуна и спонсоров церковь была воссоздана в начале XXI века. Восстановление началось в 2004 году. В подарок из Нижневартовска была прислана огромная люстра, резной иконостас является работой столичного мастера-реставратора Анатолия Дунчика. В храме имеются старые иконы «Покров Богородицы» (серебряный оклад), «Матерь Божья Троеручица» с частицей мощей Преподобного Иоанна Целебника, на стенах храма — мраморные доски с золотыми буквами.
В 2004 году у стен храма был совершён молебен на начало возрождения святыни. Праздничное богослужение возглавил архиепископ Пинский и Лунинецкий Стефан.
26 ноября 2006 года состоялось освящение Свято-Покровского храма. Праздничную Божественную Литургию совершил митрополит Минский и Слуцкий Филарет, Патриарший экзарх всея Беларуси, в сослужении архиепископа Пинского и Лунинецкого Стефана.
Указом архиепископа Пинского и Лунинецкого Стефана от 19 июля 2015 года настоятелем назначен иерей Виталий Вабищевич.
14 октября 2015 года по благословению архиепископа Пинского и Лунинецкого Стефана в храм была доставлена частица мощей святителя Николая Чудотворца.

## Архитектура
Однопрестольный храм является памятником ретроспективно-русского стиля. В плане церковь представляет собой продольный крест; завершением ей служат луковичные главки над основным объёмом и звонница во фронтонной части и входными порталами. Шатровая звонница поставлена на прямоугольный бабинец, а пять главок украшены золотыми звездами и золочёными крестами. Штукатурка и побелка были нанесены на стены храма лишь по периметру. Боковые фасады разделены двумя рядами оконных проёмов и входными порталами.
Церковный двор по периметру окружён оградой из бутового камня различных оттенков с четырьмя каменными башенками с зелёными шатрами по углам, входом служат белёные кирпичные ворота, накрытые четырёхскатной крышей. Над ними возведена белёная звонница с небольшой крышей.